# Gold edition
Gold edition je deveti album (kompilacija) hrvatskog glazbenog sastava Colonia koji sadrži 30 pjesama. Objavljen je 2005. godine.

## Popis pjesama
1. "Sve oko mene je grijeh"
2. "Njeno ime ne zovi u snu"
3. "Deja vu"
4. "Za tvoje snene oči"
5. "Svijet voli pobjednike"
6. "Nikad više"
7. "Takvi kao ti"
8. "Nevjera"
9. "Oduzimaš mi dah"
10. "Svjetla grada"
11. "Na tvojoj strani postelje"
12. "Zadnji let za Pariz"
13. "C'est la vie"
14. "Plamen od ljubavi"
15. "Luda za tobom"
16. "Običan dan"
17. "Ljeto 80 i neke"
18. "Prvi poljubac"
19. "U ritmu ljubavi"
20. "Dok je tebe i ljubavi"
21. "Ti da bu di bu da"
22. "Božićna noć (remix)"
23. "Prvi i zadnji"
24. "Takvi kao ti"
25. "Još jednom za kraj"
26. "Svijet voli pobjednike"
27. "Za tvoje snene oči"
28. "Oduzimaš mi dah"
29. "C'est la vie"
30. "Običan dan (remix)"
31. "Medley Hit Mix 2005"